# Ichiko Iki
Ichiko Iki (* 7. Mai 1997) ist eine japanische Sprinterin.

## Sportliche Laufbahn
Erstmals trat Ichiko Iki bei der Sommer-Universiade 2017 in Taipeh international in Erscheinung, bei denen sie mit 11,96 s im 100-Meter-Lauf im Viertelfinale ausschied und mit der japanischen 4-mal-100-Meter-Staffel in 44,56 s die Bronzemedaille hinter der Schweiz und Polen gewann. Zwei Jahre darauf belegte sie bei den Asienmeisterschaften in Doha mit der Staffel in 44,95 s den sechsten Platz.

## Persönliche Bestleistungen
- 100 Meter: 11,66 s (+1,7 m/s), 2. Oktober 2015 in Wakayama
- 200 Meter: 23,97 s (−0,6 m/s), 12. Mai 2017 in Osaka